# 게이브리얼 이글레시아스
가브리엘 이글레시아스(스페인어: Gabriel Iglesias, 영어: 게이브리얼 이글레이지어스, 영어 발음: /ɪˈɡleɪzɪəs/, 1976년 7월 15일 ~ )는 미국의 스탠드업 코미디언, 배우이다.

## 출연 작품
- 스머프: 비밀의 숲 (2017) - 목소리
- 페르디난드 (2017) - 목소리
- 코코 (2017) - 목소리
- 쇼독스: 언더커버 캅스 (2018, Show Dogs)
- 블레이드 퍼피 워리어 (2022) - 목소리